# Leontiniidae
De Leontiniidae zijn een familie van uitgestorven zoogdieren uit het Vroeg-Oligoceen van Zuid-Amerika.

## Kenmerken
Leontiniidae waren viervoetige, zwaargebouwde dieren, die op een neushoorn leken en waarvan sommige een hoorn op de kop hadden.

## Geslachten
- † Anayatherium Shockey, 2005
- † Ancylocoelus Ameghino, 1895 = Rodiotherium
- † Colpodon Burmeister, 1885
- † Coquenia Deraco et al., 2008
- † Elmerriggsia Shockey et al., 2012
- † Henricofilholia Ameghino, 1901
- † Huilatherium Villarroel & Guerrero, 1985
- † Leontinia Ameghino, 1895
- † Martinmiguelia Bond and López, 1995
- † Scaphops Ameghino, 1894
- † Scarrittia Simpson, 1934
- † Taubatherium Soria & Alvarenga, 1989
- † Stenogenium Ameghino, 1894